# Clarisse Le Bihan
Pour les articles homonymes, voir Le Bihan.
Clarisse Le Bihan est une footballeuse française, née le 14 décembre 1994 à Quimperlé dans le Finistère. Elle évolue au poste de milieu de terrain offensive ou d'attaquante à la Lazio Rome.

## Biographie

### Carrière en club

#### Une représentante du football finistérien (2000-2009)
Clarisse Le Bihan commence le football à 5 ans au club de sa ville natale de Quimperlé, l'US Quimperloise. Positionnée en milieu droit offensif, elle joue alors en mixité dans des équipes masculines de son âge. Elle continue la pratique lors de ses études à Vannes, puis joue à Ergué-Gabéric. Elle passe ensuite un premier palier en 2008 en effectuant une saison au club féminin historique du Finistère, le Quimper Cornouaille FC, qui évolue alors en Division d'Honneur de la ligue de Bretagne, à la suite de sa relégation de Division 3 en 2007. Elle est y repérée par Sonia Haziraj, entraineur-joueuse du Stade briochin et rejoint le club costarmoricain pour la saison 2009-2010, à l'origine pour évoluer dans la section jeune.

#### Une éclosion précoce auStade briochin(2009-2011)
Recrutée par Sonia Haziraj dans le club phare de Bretagne, le Stade briochin (précédemment Saint-Brieuc Sports Chaffoteaux), afin d'intégrer l'équipe jeune, Clarisse Le Bihan fait finalement la préparation avec l'effectif de Division 1 et décroche même une place de titulaire. Elle dispute son premier match de Division 1 à seulement 14 ans face à l'AS Saint-Étienne le 3 octobre 2009 et réalise une saison complète en participant à 18 rencontres de Championnat et 1 match de Coupe de France (Challenge de France). Elle est l'une des joueuses les plus utilisées par la coach costarmoricaine, après Eugénie Le Sommer ou encore Audrey Février, et inscrit 5 buts lors de cette saison (et 1 passe décisive). Le club fait quant à lui une saison difficile, compliquée par un début de championnat catastrophique où il enchaîne 6 défaites d'affilée. Se classant 9e en fin d'exercice, il se sauve néanmoins de la relégation. Les Briochines atteignent également les quarts-de-finale de la Coupe de France où elles sont éliminées par le FCF Juvisy (3-0).
À partir de la saison 2010-2011, les clubs de Division 1 sont obligés de présenter une équipe des moins de 19 ans au Challenge National Féminin U19. À 16 ans, Clarisse partage donc sa deuxième saison dans les Côtes-d'Armor entre l’Équipe de France des moins de 17 ans (12 matchs et 6 buts), l'équipe-fanion du club breton (13 match en Division 1 et 1 but) et son équipe U19 (3 matchs et 5 buts). En terminant 8e, l'équipe gagne une place par rapport à la saison précédente mais reste dans le ventre mou du classement. Clarisse est rejointe lors de cette saison par sa partenaire en Équipe de France des moins de 17 ans, la Brestoise Griedge Mbock, dans un effectif où l'on trouve des joueuses comme Julie Morel, Salma Amani ou Anaïs Ribeyra.

#### Une année tronquée par une blessure (2011-2012)
En raison d'une fracture au pied causée à l'intersaison après la finale du Championnat d'Europe des moins de 17 ans, Clarisse vit une saison 2011-2012 difficile, manquant le début du Championnat et ne reprenant la compétition qu'en février lors d'une rencontre en Challenge de France U19 contre le FCF Hénin-Beaumont (victoire 2-1). Elle participe en tout à seulement 5 rencontres de Division 1 et 4 de Challenge U19 (4 buts) cette année. C'est une année importante extra-sportivement pour la section féminine, qui est absorbée en début de saison par le club masculin professionnel voisin de l'En avant de Guingamp.

#### Une joueuse cadre de l'effectif costarmoricain (2012-2016)
Au début de la saison 2012-2013, pour faire un clin d’œil à son père, ancien footballeur et meneur de jeu qui lui a transmis la passion du football, Clarisse adopte le même numéro que lui, le no 9. Malgré une feuille blanche en matière de buts, elle fait cette fois une saison complète avec son équipe et participe, en compagnie de joueuses comme Léa Le Garrec, Maud Hurault ou Madeleine Michèle Ngono Mani, à 19 matchs de Championnat (dont 18 comme titulaire) et 4 matchs de Coupe de France. Le club se classe au 7e rang en fin de saison et atteint une nouvelle fois les quarts-de-finale de la Coupe de France (éliminé par le Montpellier HSC, 3 buts à 1).
Auréolée à l'intersaison du titre de Championne d'Europe des moins de 19 ans, et ayant en perspective la Coupe du monde des moins de 20 ans prévue en fin d'année, Clarisse Le Bihan réalise une bonne saison 2013-2014 qui la voit réaliser 4 passes décisives (meilleur total de son équipe) et inscrire 3 buts. Le club breton se classe à une prometteuse 5e place en fin d'exercice et voit le renfort à l'intersaison de partenaires de Clarisse en sélection nationale junior, telles que Aminata Diallo ou Marine Dafeur.
En janvier 2014, au même moment que Faustine Robert et Charlène Gorce, Clarisse prolonge son contrat avec l'En Avant de Guingamp pour 2 saisons supplémentaires. Elle réalise, comme son équipe, un très bon début de saison 2014-2015, inscrivant son 1er triplé en Championnat (et 1 passe décisive) lors de la 6e journée (victoire 4 buts à 0 face à l'ASJ Soyaux).

#### Cadre du MHSC (2016-2022)
Arrivée à Montpellier en 2016, elle est en septembre 2021 la deuxième joueuse de l'effectif montpelliérain en termes de matchs joués en D1 Arkema (198 avec Saint-Brieuc, Guingamp puis Montpellier).
Lors de la saison 2018-2019, elle est déléguée club de l'UNFP au sein du Montpellier HSC.

#### Angel City FC (2022-2024)
Elle poursuit sa carrière aux États-Unis en 2022 en signant au Angel City FC, club de NWSL. En deux ans, elle joue 53 matchs pour 4 buts et 4 passes décisives. Elle quitte le club en juin 2024.

#### Lazio de Rome (2024-...)
Elle signe en juillet 2024 à la Lazio Women de Rome. 

### Carrière internationale

#### En moins de 16 ans (2010)
Clarisse Le Bihan présente la particularité d'avoir disputé ses premiers matchs en sélection des moins de 16 ans après avoir joué plusieurs matchs dans la catégorie supérieure ; en effet, elle échoue dans un premier temps les tests de présélection de la catégorie en 2009 avant d'être retenue en U17. S'imposant de plus en plus avec les moins de 17 ans, elle est appelée en U16 en 2010 pour deux rencontres amicales contre la redoutable équipe d'Allemagne (deux défaites serrées 1-0, puis 2-1) en compagnie de joueuses comme Charlotte Lorgeré, Aurélie Gagnet ou Solène Durand.

#### En moins de 17 ans (2009-2011)
Revancharde d'avoir échoué les tests de présélection pour la catégorie des moins de 16 ans, Clarisse participe en 2009, à 15 ans, à un stage de repêchage pour la sélection des moins de 17 ans et est retenue par Paco Rubio pour participer à deux rencontres amicales face au Japon : une victoire 3 buts à 2 où Clarisse marque son premier but en bleu au bout de 5 minutes de jeu, puis une défaite 5 à 0. Convaincante, elle participera ensuite à 15 autres rencontres dans cette catégorie d'âge.
Surclassée, Clarisse dispute, en compétition officielle, deux matchs du Championnat d'Europe 2010 des moins de 17 ans où la France est finalement éliminée par l'Allemagne (1-0).
l'année suivante, elle participe à sept matchs du superbe parcours qui voit les Bleuettes atteindre la finale du Championnat d'Europe, où elles sont cependant battues par l'Espagne (1-0) à la toute dernière seconde. Clarisse aura inscrit 7 buts dans cette catégorie d'âge, dont un doublé face à l’Écosse. Outre Claire Lavogez, capitaine de l'équipe, Clarisse côtoie dans cette équipe des joueuses comme Sandie Toletti, Kadidiatou Diani, Sophie Vaysse ou Lydia Belkacemi, et y retrouve même sa partenaire de Saint-Brieuc, Griedge Mbock.
Cette performance aux championnats d'Europe 2011 des moins de 17 ans est un prélude des succès de cette catégorie d'âge l'année suivante, qui se clôturera magnifiquement sur une victoire en finale de Coupe du monde des moins de 17 ans à Bakou. Clarisse, née en fin d'année 1994, ne pourra cependant pas y participer.

#### En moins de 19 ans (2012-2013)
À nouveau surclassée, Clarisse Le Bihan participe, pour ses premiers pas dans cette catégorie d'âge, à trois rencontres du Championnat d'Europe 2012 des moins de 19 ans. La sélection de Jean-Michel Degrange, où l'on trouve notamment des joueuses comme Amandine Guérin ou Léa Le Garrec, est éliminée dès la phase des groupes, à cause d'une première défaite décevante face à la Roumanie.
Ce résultat contraste forcément avec le magnifique parcours effectué en 2013 dans cette même compétition : Clarisse et ses partenaires remportent le titre en écartant notamment le Danemark, l'Allemagne et l'Angleterre en finale. La Bretonne inscrit un doublé en quart de finale face au Pays de Galles. Elle quitte cette catégorie d'âge, supervisée désormais par Gilles Eyquem, en ayant marqué à 4 reprises. En plus de la capitaine emblématique de l'équipe, Griedge Mbock, on peut observer la présence dans cette sélection de joueuses qui seront ses coéquipières plus tard en Bretagne : Aminata Diallo, Marine Dafeur, Faustine Robert, Charlène Gorce.

#### En moins de 20 ans (2014)
Grâce à ses performances dans le Championnat d'Europe 2013 des moins de 19 ans, la France est qualifiée pour la Coupe du monde des moins de 20 ans au Canada et Clarisse fait partie de l'aventure. Elle n'occupe cependant qu'un statut de remplaçante en début de compétition et ne rentre qu'une trentaine de minutes face au Costa Rica (victoire 5 buts à 1), puis face à la Nouvelle-Zélande (victoire 4 buts à 0), contre qui elle inscrit un doublé en deux minutes. Elle est titulaire lors du dernier match de groupe remporté aisément face au Paraguay (3-0) et rentre en jeu en quart-de-finale, pour une victoire aux tirs au but face à la Corée du Sud. Elle n'est pas utilisée lors de la demi-finale perdue par les Françaises face à l'Allemagne (2-1). Les bleuettes ayant manqué de réalisme offensif sur ce match qu'elles ont pourtant très largement dominé (22 tirs à 5), Gilles Eyquem fait de nombreux changements en attaque pour le match suivant, pour la troisième place, face à la Corée du Nord. Clarisse retrouve une place de titulaire. La France s'impose 3 buts à 2 et remporte la médaille de bronze.

#### En Équipe de France (depuis 2015)
Elle connaît sa première sélection le 19 septembre 2015 face au Brésil. Sa dernière sélection remonte au 30 juillet 2017 pendant l'Euro 2017.

## Statistiques et palmarès

### Statistiques
Le tableau suivant présente, pour chaque saison, le nombre de matchs joués et de buts marqués dans le championnat national, en Coupe de France (Challenge de France) et éventuellement en compétitions internationales. Le cas échéant, les sélections nationales sont indiquées dans la dernière colonne.
| Saison    | Club           | Championnat | Championnat | Championnat | Coupe nationale | Coupe nationale | Coupe nationale | Sélections nationales | Sélections nationales | Sélections nationales |
| Saison    | Club           | Type        | Matchs      | Buts        | Type            | Matchs          | Buts            | Type                  | Matchs                | Buts                  |
| 2009-2010 | Stade briochin | D1          | 18          | 5           | CdF             | 1               | 0               | U16 + U17             | 2 + 4                 | 0 + 1                 |
| 2010-2011 | Stade briochin | CNF19 + D1  | 3 + 13      | 5 + 1       | CdF             | -               | -               | U17                   | 12                    | 6                     |
| 2011-2012 | EA Guingamp    | CNF19 + D1  | 4 + 5       | 4 + 0       | CdF             | -               | -               | U17 + U19             | 1 + 3                 | 0 + 0                 |
| 2012-2013 | EA Guingamp    | D1          | 19          | 0           | CdF             | 4               | 0               | U19                   | 10                    | 2                     |
| 2013-2014 | EA Guingamp    | D1          | 17          | 3           | CdF             | -               | -               | U19 + U20             | 5 + 2                 | 2 + 0                 |
| 2014-2015 | EA Guingamp    | D1          | 8           | 3           | CdF             |                 |                 | U20                   | 5                     | 2                     |

### Palmarès

#### En club
- Quart-de-finaliste de la Coupe de France : 2010 et 2013 (Stade briochin / EA Guingamp)

#### En sélection
- France U20
  - Troisième de la Coupe du monde des moins de 20 ans : 2014 au Canada
- France U19
  - Championne d'Europe des moins de 19 ans : 2013 au Pays de Galles
- France U17
  - Vice-championne d'Europe des moins de 17 ans : 2011 en Suisse